# Gokak
Gokak (Kannada ಗೋಕಾಕ) ist eine Stadt mit ca. 90.000 Einwohnern im Norden des südindischen Bundesstaats Karnataka.

## Lage und Klima
Gokak liegt auf dem Dekkan-Hochland am Ghataprabha River, einem Nebenfluss des Krishna, in einer Höhe von ca. 570 m. Die Distriktshauptstadt Belgaum befindet sich etwa 70 km (Fahrtstrecke) südwestlich; die Millionenstadt Mumbai liegt ungefähr 480 km nordwestlich. Aufgrund der Höhenlage ist das Klima ist für indische Verhältnisse gemäßigt; Regen (ca. 700–1000 mm/Jahr) fällt überwiegend während der sommerlichen Monsunzeit.

## Bevölkerung
| Jahr      | 1991   | 2001   | 2011   | 2021  |
| Einwohner | 52.080 | 67.170 | 79.121 | k. A. |

Ungefähr 72 % der Einwohner sind Hindus, ca. 25,5 % sind Moslems und etwa 2 % sind Jains. Die Hauptsprachen sind Kannada, Marathi und Urdu, aber auch Hindi und Englisch werden oft verstanden.

## Wirtschaft
Die Landwirtschaft spielt immer noch die wichtigste Rolle im Wirtschaftsleben der Einwohner, aber schon seit langem ist auch die Textilindustrie von Bedeutung. Die Gokak-Toys waren Kinderspielzeuge aus Papier und Pappe, mittlerweile sind sie oft aus Holz.

## Geschichte

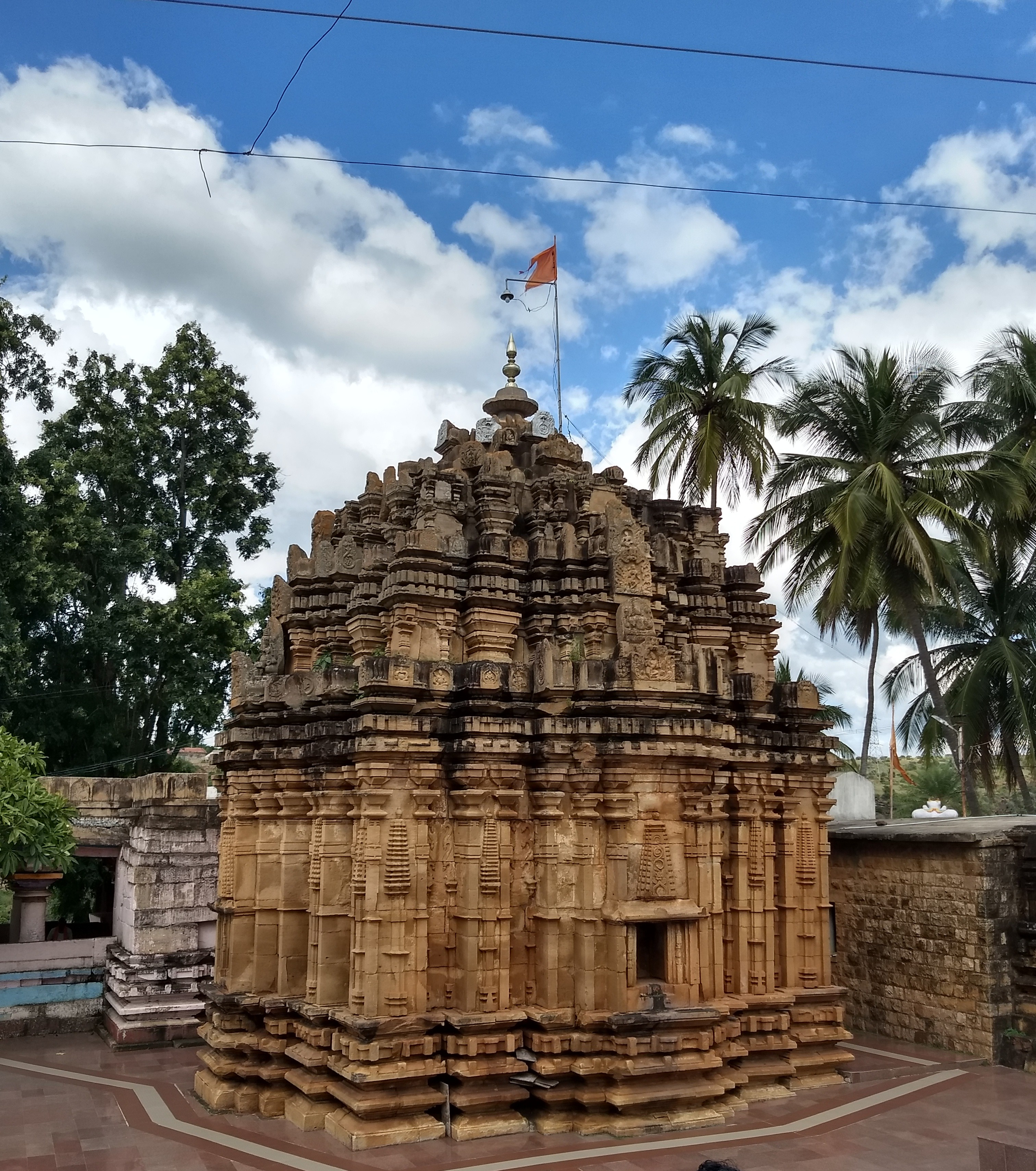
Mahalingeshwara-Tempel

Der nahe an einem Fluss gelegene Ort existierte wahrscheinlich bereits vor der Zeitenwende. Verschiedene Mächte eroberten – jedoch immer nur kurzzeitig – das Gebiet. Im Jahr 1818 übernahmen die Briten die Kontrolle über die Region und weite Teile Indiens.

## Sehenswürdigkeiten
- Die Stadt selbst hat keine Sehenswürdigkeiten von historischer oder kultureller Bedeutung.

Umgebung
- Beim Nachbarort Gokak Falls befindet sich der mit 53 m Fallhöhe größte und höchste Wasserfall Karnatakas.
- Der dem Gott Shiva geweihte Mahalingeshwara-Tempel wurde im 11./12. Jahrhundert im Chalukya-Stil erbaut. Er überzeugt durch seine reiche und differenzierte Außenwandgliederung (ratha).